# Gare de Luc-Primaube
Gare de Luc-Primaube vasútállomás Franciaországban, Luc-la-Primaube településen.

## Vasútvonalak
Az állomást az alábbi vasútvonalak érintik:
- Castelnaudary–Rodez-vasútvonal

## Kapcsolódó állomások
A vasútállomáshoz az alábbi állomások vannak a legközelebb:
- Gare de Rodez (Gare de Rodez)
- Gare de Baraqueville - Carcenac-Peyralès (Gare de Castelnaudary)